# Anthony Annan
Pour les articles homonymes, voir Annan.
Anthony Annan, né le 21 juillet 1986 à Accra au Ghana, est un footballeur international ghanéen qui évolue au poste de milieu défensif.

## Biographie

### En club
Alors qu'il évoluait à Rosenborg, le 28 janvier 2011 il signe un contrat de trois ans et demi jusqu'en 2014 avec le FC Schalke 04.
Après avoir été prêté au Vitesse Arnhem en 2011-2012, il l'est de nouveau en 2012-2013 au Club Atlético Osasuna.

### En sélection
Il reçoit sa première sélection en équipe du Ghana lors de l'année 2007.
Il participe à la Coupe d'Afrique des nations en 2008 et en 2010 avec le Ghana, puis à la Coupe du monde 2010 en Afrique du Sud et atteint les quarts de finale de la compétition.

## Statistiques
| Saison    | Club           | Pays       | Championnat | Coupes nationales | Coupes d’Europe |
| --------- | -------------- | ---------- | ----------- | ----------------- | --------------- |
| 2010-2011 | FC Schalke 04  | Bundesliga | 9 matchs    | 1 match           | -               |
| 2011-2012 | Vitesse Arnhem | Eredivisie | 21 matchs   | 3 matchs          | -               |

## Palmarès

### En club
- Hearts of Oak
  - Championnat du Ghana (1) : 2007
- Stabæk
  - Championnat de Norvège (1) : 2008
- Rosenborg BK
  - Championnat de Norvège (2) : 2009, 2010
- HJK Helsinki
  - Championnat de Finlande (2) : 2014 et 2017

### En sélection
- Troisième de la CAN 2008
- Finaliste de la CAN 2010